# Asagodu, Jagalur
Asagodu là một làng thuộc tehsil Jagalur, huyện Davanagere, bang Karnataka, Ấn Độ.